# Makar Ciudra
„Makar Ciudra” (în rusă Макар Чудра) este o povestire din 1892 a scriitorului rus Maxim Gorki.